# Cuise-la-Motte
Cuise-la-Motte és un municipi francès, situat al departament de l'Oise i a la regió dels Alts de França. L'any 2007 tenia 2.210 habitants.

## Demografia

### Població
El 2007 la població de fet de Cuise-la-Motte era de 2.210 persones. Hi havia 804 famílies de les quals 180 eren unipersonals (80 homes vivint sols i 100 dones vivint soles), 236 parelles sense fills, 296 parelles amb fills i 92 famílies monoparentals amb fills.
La població ha evolucionat segons el següent gràfic:
Habitants censats

### Habitatges
El 2007 hi havia 913 habitatges, 806 eren l'habitatge principal de la família, 42 eren segones residències i 65 estaven desocupats. 738 eren cases i 174 eren apartaments. Dels 806 habitatges principals, 555 estaven ocupats pels seus propietaris, 239 estaven llogats i ocupats pels llogaters i 12 estaven cedits a títol gratuït; 26 tenien una cambra, 32 en tenien dues, 140 en tenien tres, 250 en tenien quatre i 358 en tenien cinc o més. 556 habitatges disposaven pel capbaix d'una plaça de pàrquing. A 366 habitatges hi havia un automòbil i a 344 n'hi havia dos o més.

### Piràmide de població
La piràmide de població per edats i sexe el 2009 era:
| Homes | Edats   | Dones |
| ----- | ------- | ----- |
| 1     | 95 o +  | 0     |
| 2     | 90 a 94 | 1     |
| 6     | 85 a 89 | 16    |
| 10    | 80 a 84 | 10    |
| 22    | 75 a 79 | 26    |
| 38    | 70 a 74 | 59    |
| 31    | 65 a 69 | 39    |
| 73    | 60 a 64 | 55    |
| 58    | 55 a 59 | 49    |
| 96    | 50 a 54 | 85    |
| 96    | 45 a 49 | 102   |
| 53    | 40 a 44 | 52    |
| 76    | 35 a 39 | 76    |
| 91    | 30 a 34 | 82    |
| 93    | 25 a 29 | 96    |
| 67    | 20 a 24 | 59    |
| 83    | 15 a 19 | 92    |
| 63    | 10 a 14 | 100   |
| 54    | 5 a 9   | 72    |
| 52    | 0 a 4   | 81    |

## Economia
El 2007 la població en edat de treballar era de 1.512 persones, 1.084 eren actives i 428 eren inactives. De les 1.084 persones actives 969 estaven ocupades (539 homes i 430 dones) i 115 estaven aturades (48 homes i 67 dones). De les 428 persones inactives 117 estaven jubilades, 122 estaven estudiant i 189 estaven classificades com a «altres inactius».

### Ingressos
El 2009 a Cuise-la-Motte hi havia 812 unitats fiscals que integraven 2.192 persones, la mediana anual d'ingressos fiscals per persona era de 17.655,5 €.

### Activitats econòmiques
Dels 106 establiments que hi havia el 2007, 3 eren d'empreses extractives, 3 d'empreses alimentàries, 4 d'empreses de fabricació d'altres productes industrials, 11 d'empreses de construcció, 17 d'empreses de comerç i reparació d'automòbils, 8 d'empreses de transport, 5 d'empreses d'hostatgeria i restauració, 1 d'una empresa d'informació i comunicació, 6 d'empreses financeres, 6 d'empreses immobiliàries, 11 d'empreses de serveis, 24 d'entitats de l'administració pública i 7 d'empreses classificades com a «altres activitats de serveis».
Dels 24 establiments de servei als particulars que hi havia el 2009, 1 era una oficina de correu, 4 oficines bancàries, 1 funerària, 2 tallers de reparació d'automòbils i de material agrícola, 1 taller d'inspecció tècnica de vehicles, 1 autoescola, 1 paleta, 4 guixaires pintors, 2 lampisteries, 2 perruqueries, 2 restaurants, 2 agències immobiliàries i 1 saló de bellesa.
Dels 11 establiments comercials que hi havia el 2009, 1 era un hipermercat, 1 una botiga de més de 120 m², 3 fleques, 2 botigues de roba, 1 una botiga de roba, 1 una botiga de material de revestiment de parets i terra i 2 floristeries.

## Equipaments sanitaris i escolars
El 2009 hi havia 1 farmàcia i 1 ambulància.
El 2009 hi havia una escola elemental. A Cuise-la-Motte hi havia 1 col·legi d'educació secundària i 1 liceu d'ensenyament general. Als col·legis d'educació secundària hi havia 89 alumnes i als liceus d'ensenyament general 59.

## Poblacions més properes
El següent diagrama mostra les poblacions més properes.